# Cornucopia
Cornucopia är en singel från 2012 av den amerikanske musikern Serj Tankian. Det var den andra singeln som släpptes från Tankians tredje studioalbum Harakiri. Det gick att ladda ned singeln gratis från och med den 4 juni 2012 och en textvideo släpptes till låten den 6 juni samma år. Ett korsord baserat på textrader från "Cornucopia" fanns även tillgängligt på Tankians hemsida.

## Låtlista
Alla låtar är skrivna och komponerade av Serj Tankian, om inte annat anges. 
| Nr | Titel      | Längd |
| -- | ---------- | ----- |
| 1. | Cornucopia | 4:28  |